# Csíki Játékszín
A Csíki Játékszín egy színház, amely Csíkszereda jelenleg is működő önkormányzati színháza.
A színház társulata 2009-ben összesen 21 színészből állt. A színház igazgatója Parászka Miklós.

## Története
A Csíki Játékszín 1998-ban jött létre az önkormányzati közgyűlés határozata által. 1999 májusában voltak az első felavató vendégelőadások, később, 1999 szeptemberében megnyitotta kapuit a csíkszeredai közönség számára is. A színház célkitűzése az volt, hogy minőségi színházzal lássák el Csíkszeredát és a környező településeket. Mára a színház nagy számú bérletes nézővel rendelkezik, Csíkszeredában, Csík-, valamint a Gyergyói-medencében is.
2004. március 4-én megnyílt a színház stúdiószínházi helyszíne, teljes nevén a Hunyadi László Kamaraterem, ahol saját és meghívott kamaraelőadások bemutatására van lehetőség.

## Társulat
- Parászka Miklós – igazgató, művészeti vezető
- Borsos Kinga – adminisztratív vezető
- Szabó Szidónia – főkönyvelő
- Budaházi Attila – dramaturg
- Bakó Ildikó – művészeti titkár
- Bartalis Gabriella – színész
- Bende Sándor – színész
- Bilibók Attila – színész
- Bokor Andrea – színész
- Czikó Juliánna – színész
- Czintos József – színész
- Dálnoky Csilla – színész
- Fekete Bernadetta – színész
- Fülöp Zoltán – színész
- Giacomello Roberto – színész
- Keresztes Szabolcs – színész
- Kosztándi Zsolt – színész
- Kozma Attila – színész
- Lőrincz András-Ernő – színész
- Majoros Erika Rozália – színész
- Márdirosz Ágnes – színész
- Márton Noémi Eszter – színész
- Pap Tibor – színész
- Puskás László – színész
- Ráduly Beáta – színész
- Szabó Enikő – színész
- Vass Csaba – színész
- Veress Albert – színész
- Zsigmond Éva-Beáta – színész
- Szilágyi Nóra – közönségszervező
- Xantus Júliánna – titkárnő

### A társulatnál rendeztek
- András Lóránt
- Baczó Tünde
- Barabás Árpád
- Barabás Olga
- Bessenyei István
- Béres László
- Budaházi Attila
- Buzogány Béla
- Dragoș Galgoțiu
- Victor Ioan Frunză
- Harsányi Zsolt
- Hunyadi László
- Keresztes Attila
- Kovács Levente
- Márk Nagy Ágota
- Nagy György (rendező)
- Parászka Miklós
- Gavriil Pinte
- Sütő-Udvari András
- Szabó Emese
- Szilágyi Regina
- Tóth Tünde
- Vargyas Márta
- Venczel Valentin
- Andreea Vulpe

### A társulatnál játszottak
András Gyula, Antal Ildikó, Ács Alajos, B. Fülöp Erzsébet, Barta Enikő, Bartha Krisztina, Benedek Ágnes, Bessenyei István, Bíró József, Ciugulitu Csaba, Cserey Csaba, Csíky Csengele, Csiszér Csaba, Czintos József, Dimény Áron, Dimény Levente, Fehér Csaba, Ferenczi Gyöngyi, Gajdó Delinke, Gáll Ágnes, Hajdú Géza, Harsányi Zsolt, Hunyadi László, István István, Kiss Bora, Kónya-Ütő Bence, Kovács Éva, Ifj. Kovács Levente, Kulcsár Attila, László Zita, Lőrincz Ágnes, Márkó Eszter, Méhes Kati, Moldován Orsolya, Nagy Csongor Zsolt, Nagy Dorottya, Nagy Orbán, Ördög Miklós Levente, Rappert Gábor, Salat Lehel, Schwarczkopf Adriána, Sebestyén Aba, Szőcs Tamás, Szugyiczky István, Tóth Páll Miklós, Váta Lóránd, Zákány Mihály

### Külső hivatkozások
- A Csíki Játékszín weboldala